# On the Ground
《On The Ground》是韓國紐西蘭歌手兼Blackpink成員Rosé的個人出道主打單曲，收錄於單曲專輯《R》中，由YG娛樂和新視鏡唱片於2021年3月12日發行。這首歌由Rosé和艾米·艾倫（Amy Allen）、勞爾·庫比納（Raúl Cubina）、喬恩·貝里翁（Jon Bellion）、約爾根·奧德加德（Jorgen Odegard）和泰迪·朴（泰迪·朴）共同編寫，並由後三人與奧吉伏塔（Ojivolta）和24等六人共同製作而成。這首歌是一首電音和流行歌曲，帶有合成流行元素和EDM風格的節拍，並配有簡單的吉他旋律。它的歌詞反映了Rosé從小時候在家中唱歌和彈鋼琴，到飛往韓國，成為K-pop的最大女子團體之一的成員，反思人一生追求成就與找回初心。
由韓莎敏（Han Sa-min）執導的音樂錄影帶在歌曲發行的同一天首播。影片公開後，打破多項韓國個人歌手的音樂錄影帶YouTube記錄，包括觀看人數最多的首映（120萬人同時在線）和24小時內最多觀看次數（4160萬次）。這首歌在韓國排在第4位，在澳大利亞排在第31位，在英國排在第43位，在美國告示牌百大單曲榜排在第70位，成為美國和英國的韓國女性個人歌手中最高的成績。這首歌還在告示牌全球二百大單曲榜和告示牌美國除外全球兩百大單曲榜上獲得第1位，是史上首位同時空降雙榜冠軍的韓國個人歌手作品。
為了宣傳《On the Ground》，Rosé出現在M Countdown、人气歌谣和Show! 音樂中心等多個韓國音樂節目表演。 Rosé於2021年3月24日在Show Champion上獲得了這首歌的音樂表演冠軍，此後，也分別在M Countdown、音乐银行、Show! 音樂中心和人气歌谣上奪冠。
這一首歌使Rosé獲得兩項金氏世界紀錄，分別為『24小時內YouTube播放量最高的K-pop個人藝人音樂錄影帶』以及『第一位以個人和團體作品前後奪下告示牌國際排行榜冠軍的歌手』。

## 背景
2020年12月30日，Rosé在接受韓國媒體Osen的採訪時透露，她將於2021年1月中旬拍攝個人出道單曲的音樂錄影帶。2021年1月25日，Blackpink的YouTube官方頻道公開了一支名為 《Coming Soon》的33秒預告片，其中Rosé演唱了一段未知曲目。唱片公司YG娛樂透露，Rosé「在1月中旬完成了她個人專輯曲目的音樂錄影帶的所有拍攝工作」且發行的內容「肯定會和Blackpink常有的音樂風格不同」。
不久後，Rosé宣布將於2021年1月31日，也就是Blackpink的首次線上演唱會《The Show》上表演該預告片裡的曲目。1月31日，Rosé於演唱會《The Show》表演該曲，一半為影像、一半為現場演唱，並正式確認該曲名為《Gone》，其音源與影像片段遭大規模網路洩露。
2021年3月2日，YG娛樂正式宣佈將於3月12日啟動Rosé備受期待的個人出道活動。3月3日，新預告片海報首次揭開主打單曲《On the Ground》  ，顯示與先前預告片揭露的《Gone》為不同歌曲。3月7日發布首支《On the Ground》音樂錄影帶預告片  。3月8日，YG公開專輯單曲目清單，確認收錄《Gone》與《On the Ground》兩首歌，並顯示Rosé參與了兩首歌的作詞與作曲 。3月9日，發表《On the Ground》的第二支音樂錄影帶預告片。

## 作品構成
這首歌由Rosé和艾米·艾倫（Amy Allen）、勞爾·庫比納（Raúl Cubina）、喬恩·貝里翁（Jon Bellion）、約爾根·奧德加德（Jorgen Odegard）和泰迪·朴（Teddy Park）共同編寫，並由後三人與奧吉伏塔（Ojivolta）和24等六人共同製作而成。這首歌是一首電音和流行歌曲，帶有合成流行元素和EDM風格的節拍，並配有簡單的吉他旋律   。這首單曲帶有細膩與旋律性的主歌，伴隨帶有氣息的人聲與副歌，緊接著流行舞曲式的編曲，天使般的橋接，並以末尾Rosé的高音作結 。在這首歌裡，Rosé反思了她作为全球K-pop超級巨星的生活，並意識到生活中真正重要的事情，已經存在於自己之中。從音律學的角度來看，這首歌以C大调創作，節奏為每分鐘189拍，並持續2分鐘48秒。MTV的Ashlee Mitchell指出，《On the Ground》提供了「完美的對比，採取了更加自信的立場，提醒聽眾對活出自我的重要性」。
「基本上，這首歌是為了尋找人生中的答案與目的，我覺得人們，尤其是目前這個情況下，可以和這首歌產生共鳴。 有時當人處於那種不停前進、努力的狀態時，會忘記照顧那些實際對自己最重要的事。這就是一首歌，說明我們所需的一切，本就存於自己內心，無需外出尋找。」- Rosé 談及歌曲意義 。

## 商業表現
在美國，《On the Ground》首次亮相並於美國告示牌百大單曲榜上排名第70，成為韓國女性個人歌手作品拿下的最高名次。這首歌也在拿下告示牌數位歌曲榜第十名，讓Rosé成為首位以出道作品打進前十的韓國女性個人歌手。這首歌在發行當天，即Spotify上獲得326萬次串流，成為2021年全球女性個人歌手空降第四名的單曲，第一週內即獲得了640萬次串流、30萬廣播效益和7500份數位音樂下載。
這首歌在告示牌全球二百大單曲榜和告示牌美國除外全球兩百大單曲榜上拿下全球排名第1，是史上首位同時空降雙榜冠軍的韓國個人歌手單曲，於全球獲得9210萬次串流與2萬9千次全球下載量。這首歌推出後便橫掃51國Apple iTunes音樂下載排行榜冠軍，並累積在58國的iTunes奪冠，打破韓國女性個人歌手紀錄。這首歌的歌詞也受到注目，空降告示牌全球歌詞搜尋排行榜（LyricFind Chart）第12名。2021年4月9日，金氏世界紀錄認證Rosé為『第一位以個人和團體作品前後奪下告示牌國際排行榜冠軍的歌手』。
在英國，《On the Ground》在英國單曲排行榜上首次亮相並達到第43位，成為第一個打進該排行榜的韓國個人歌手歌曲。同樣，這首歌在紐西蘭熱門單曲排行榜上排第3位，在愛爾蘭單曲排行榜上排在第49位，在澳洲ARIA排行榜位列第31位，並於加拿大百强單曲榜上排名第35位。
在韓國，這首歌從Gaon Digital排行榜的第11發行周（3月7日至13日）開始統計排名串流量，因該專輯於3月12日韓國下午兩點公開，歌曲僅有不到兩天的統計量，依然排上了第15位。接下来的一周，《On the Ground》上升至第4位，同專輯的《Gone》也進入前十。
5月23日，《On the Ground》在Spotify上的播放量達到1億，以71天的成績，寫下最快達成此播放量的韓國新歌紀錄。

## 音樂錄影帶

### 背景
由韓莎敏（Han Sa-min）執導的音樂錄影帶在歌曲發行的同一天首播。影片公開後12小時後，達到2300萬次觀看，成為韓國個人歌手最快達到兩千萬觀覽量的音樂錄影帶。該影片在美國東部標準時間上午12:00首映，吸引了超過120萬人同時在線觀看，打破YouTube音樂錄影帶首映歷史紀錄。24小時內，《On the Ground》達到4160萬次的觀看次數，成為YouTube上24小時內韓國個人歌手最快最高紀錄，打破了Psy以《Gentleman》音樂錄影帶拿下並維持近八年的紀錄。發行後七天，成為史上女性個人歌手最快達到1億次觀看的音樂錄影帶  。這支音樂錄影帶在中國QQ音樂MV巔峰榜上，也拿下了3月8日至3月21日期間的雙週冠軍。YG娛樂於2021年3月13日公開幕後花絮，並於3月23日上傳舞蹈練習影片。Rosé則於2021年3月18日開放個人YouTube頻道，上傳了採訪影片，結合自身成長的影像紀錄，並闡述本次主打曲概念。2021年4月9日，其音樂錄影帶首日播放量獲金氏世界紀錄認證為『24小時內YouTube播放量最高的K-pop個人藝人音樂錄影帶』。

### 概要
影片從一顆彗星從天上墜落開始，地上則有一台加長禮車，車牌上寫著「ROSÉ」。接著一身桃紅長裙搭配黑色絲巾的Rosé出現在臥室裡，一盞吊燈從天花板上墜下。下一個場景是Rosé身著黑色緊身衣，搭配黑色蓬墊肩長袖袖和高跟靴，離開劇院 。然後她身著羽毛緊身衣褲和皺摺迷你裙從爆炸的煙火中奔馳而去。接著，她坐在加長禮車後座，身著尚-保羅·高緹耶的紫色2020年春季高級訂製晚禮服和奶油色皮草外套，夢幻般地向車窗外眺望。影片後半，Rosé一身黑色帶著巨大的帽子，旁邊站著六個穿著白色連衣裙的複製人，站在白色大理石台階上，台階上刻著「玫瑰死了，爱是假的」的字樣 。接著彗星從天砸向禮車，而Rosé在熊熊燃燒的一片混亂中，盪著鞦韆。接著畫面來到象徵Rosé童年時代的家裡，成名前的自己Roseanne（英語本名）穿著柔軟的九分羊毛衫，牛仔短褲和T恤彈著鋼琴。成名後的Rosé望著Roseanne。成名前的Roseanne在鏡子上寫下未來的藝名Rosé，從未來回到家中的Rosé則在鏡子上留下Roseanne字樣，但人已不在家中 。歌曲結尾，Rosé穿著粉紅色荷葉邊連衣裙，漂浮在花叢中，但依然留在花叢裡 。最後，她冷靜地站在燃燒的加長禮車前眺望遠方。

## 榮譽獎項
| 節目名稱       | 電視台 | 奪冠日期      | Ref.   |
| -------------- | ------ | ------------- | ------ |
| Show Champion  | MBC M  | 2021年3月24日 | [ 46 ] |
| M Countdown    | Mnet   | 2021年3月25日 | [ 47 ] |
| 音樂銀行       | KBS    | 2021年3月26日 | [ 48 ] |
| Show! 音樂中心 | MBC    | 2021年3月27日 | [ 49 ] |
| 人氣歌謠       | SBS    | 2021年3月28日 | [ 50 ] |
| M Countdown    | Mnet   | 2021年4月8日  | [ 51 ] |

| 奖项                 | 结果 |
| -------------------- | ---- |
| 最佳舞蹈表演奖(个人) | 獲獎 |

## 現場表演
2021年3月14日，Rosé首次在SBS的人氣歌謠現場表演了《Gone》和《On the Ground》。3月16日，Rosé在吉米·法輪《今夜秀》中表演了《On the Ground》。這是Rosé首次在美國電視台上獨演，也使她成為第一個在這個電視節目表演的韓國個人歌手。整個表演以黑白畫面處理，而Rosé一邊唱歌，同時和舞者們一起跳著精心編排的舞蹈。3月30日，Rosé也於日本電視台節目SUKKIRI上接受採訪並表演了《On the Ground》。從三月中至四月初，Rosé也持續在M Countdown、Show! 音樂中心和人氣歌謠節目上表演    。

## 歌曲製作人員
- Rosé - 主唱、作詞作曲
- Amy Allen - 作詞作曲
- Jon Bellion - 製作人、作詞作曲
- Jorgen Odegard - 製作人、作詞作曲
- Raúl Cubina - 作詞作曲
- Teddy Park - 製作人、作詞作曲
- 24 - 製作人
- Ojivalta - 製作人

## 排行榜紀錄
| 排行榜 (2021)                          | 最高名次 |
| -------------------------------------- | -------- |
| 澳大利亚（澳大利亚唱片业协会單曲榜）   | 31       |
| 比利时佛兰德（Ultratip榜外單曲榜）     | 44       |
| 加拿大（加拿大百強單曲榜）             | 35       |
| 欧洲（Euro Digital Songs）             | 14       |
| 法国（法國唱片出版業公會單曲榜）       | 196      |
| 全球（《公告牌》全球二百强单曲榜）     | 1        |
| 匈牙利（四十強單曲榜）                 | 6        |
| 愛爾蘭（愛爾蘭唱片音樂協會单曲榜）     | 49       |
| 日本（日本百强单曲榜）                 | 50       |
| 立陶宛（AGATA）                        | 46       |
| 馬來西亞（馬來西亞唱片業協會）         | 2        |
| 新西兰（新西兰唱片音乐协会熱門單曲榜） | 3        |
| 葡萄牙（葡萄牙唱片業協會单曲榜）       | 88       |
| 新加坡（新加坡唱片業協會）             | 1        |
| 韓國（Gaon單曲榜）                     | 4        |
| 韓國（韓國流行音樂百強榜）             | 3        |
| 英國（官方榜单公司單曲榜）             | 43       |
| 美國（《告示牌》百强单曲榜）           | 70       |

## 發行歷史
| 地区     | 日期          | 格式          | 标签      | Ref.   |
| -------- | ------------- | ------------- | --------- | ------ |
| 世界各地 | 2021年3月12日 | 數位下載 串流 | YG 新視鏡 | [ 74 ] |